# Кузін Олександр Леонідович
Олександр Леонідович Кузин (21 жовтня 1974) — український легкоатлет, фахівець із бігу на довгі дистанції, кросу та марафону. Виступав на професійному рівні у 1990-х та 2000-х роках, переможець та призер низки великих стартів на шосе, учасник літніх Олімпійських ігор у Пекіні. Майстер спорту України міжнародного класу.

## Біографія
Олександр Кузін народився 21 жовтня 1974 року.
Займався легкою атлетикою у Дніпропетровську. Закінчив Дніпропетровський державний інститут фізичної культури та спорту (1995).
Уперше заявив про себе у легкій атлетиці на міжнародному рівні у сезоні 1994 року, коли увійшов до складу української національної збірної та виступив на чемпіонаті світу з кросу у Будапешті — посів 230-те та 26-те місця в особистому та командному заліках відповідно.
У 1995 році на кросовому чемпіонаті світу в Даремі показав 139-й результат в особистому заліку та 15-й результат у командному заліку.
У 1996 році на чемпіонаті світу з кросу у Стелленбосі був 150-м та 19-м в особистому та командному заліках. Також відзначився виступом на чемпіонаті світу з півмарафону у Пальмі, де з результатом 1:06:18 розташувався у підсумковому протоколі змагань на 58-му рядку.
На кросовому чемпіонаті світу 1997 року у Турині посів 142-е місце, тоді як на чемпіонаті світу з півмарафону у Кошиці фінішував 62-м.
1999 року вперше спробував себе на марафонській дистанції, зокрема з результатом 2:17:00 фінішував 13-м на Празькому марафоні.
2000 року був четвертим на Празькому марафоні (2:13:08), виграв Баденський марафон (2:15:39), став дев'ятим на Венеціанському марафоні (2:12:47).
2001 року фінішував сьомим на Туринському марафоні (2:13:10), 18-му в марафоні на чемпіонаті світу в Едмонтоні (2:21:26), другим на Італійському марафоні в Карпі (2:12:20).
У 2002 році знову був сьомим на Туринському марафоні (2:13:30), третім на Італійському марафоні (2:11:07).
У 2003 році став дев'ятим на Марсельському марафоні (2:17:38), восьмим на Італійському марафоні (2:18:09).
У 2004 році зійшов з дистанції на марафоні в Тревізо, був дев'ятим у Турині (2:18:02), п'ятим у Брюсселі (2:13:41), восьмим у Далласі (2:24:39).
У 2005 році посів третє місце на марафоні в Тревізо (2:13:39), четверте місце на марафоні у Венеції (2:10:54).
2006 року фінішував п'ятим на Римському марафоні (2:10:09), другим на Дублінському марафоні (2:13:11), здобув перемогу на чемпіонаті України в бігу на 20 км.
2007 року з особистим рекордом 2:07:33 перевершив усіх суперників на марафоні в Лінці, зійшов на Празькому марафоні, показав дев'ятий результат на Нью-Йоркському марафоні (2:14:01).
2008 року посів 15-е місце на Паризькому марафоні з результатом — 2:11:09. Виконавши олімпійський кваліфікаційний норматив, благополучно пройшов відбір на літні Олімпійські ігри в Пекіні — у підсумку в програмі марафону зійшов на ранньому етапі гонки. Також у цьому сезоні відзначився виступом на Міланському марафоні, де показав результат 2:13:43 і прийшов до фінішу восьмим.
Брав участь у різних комерційних забігах на шосе аж до 2014.
За визначні спортивні досягнення удостоєний почесного звання «Майстер спорту України міжнародного класу».
Згодом виявив себе на тренерській ниві, очолював біговий клуб «Тарас Бульба». Його дружина Тетяна Гладир — так же відома бегунья.